# Duffless
"Duffless" är avsnitt 16 från säsong fyra av Simpsons och sändes på  Fox i USA den 18 februari 1993. Homer åker fast för rattfylla och tvingas bli nykter för att få tillbaka körkortet Under tiden har barnen i Springfield Elementary School en vetenskapsmässa där Lisa försöker bevisa att en hamster är smartare än Bart efter att han förstört hennes första projekt. Avsnittet skrevs av David M. Stern och regisserades av Jim Reardon. Phil Hartman gästskådespelar som Lionel Hutz och Troy McClure samt Marcia Wallace som Edna Krabappel.

## Handling
Springfield Elementary School ska ha en vetenskapsmässa och Lisa ha odlat fram en gigantisk tomat som hon hoppas ska hjälpa till att bota världssvälten men Bart förstör den då han kastar den på rektor Skinner. Lisa blir arg på Bart och Marge säger att hon får hitta på ett nytt projekt och föreslår att hon kan låta en hamster gå igenom en labyrint. Lisa bestämmer sig för att jämföra Bart med en hamster och se vem som är smartast. Homer skolkar från arbetet för att gå på en rundtur på Duff-bryggeriet med Barney. Efter turnén åker de hem och Homer vägrar låta Barney köra för han ser att han är full. Polisen stoppar bilen med Homer som förare och han får göra ett nykterhetstest som visar att han druckit och han förlorar körkortet.  Lisa testar Bart och hamstern och det visar sig att hamstern är smartare i alla tester. Bart hittar Lisas projekt och gömmer det men Lisa hittar den direkt. För att få tillbaka körkortet tvingas Homer gå på möten med Anonyma Alkoholister och lovar Marge att han inte ska dricka under en månad.
Hela familjen är på skolans vetenskapsmässa och Homer försöker inte tänka på öl men har svårt med det, Bart ställer också upp med ett projekt som handlar om kan hamster flyga flygplan, Barts projekt gillas av alla men Lisa försöker förklara att han bara satt en hamster i ett modellplan och inte bevisat något, men ingen bryr sig om hennes synpunkter och Bart vinner vilket gör Lisa ledsen. Homer har svårt att låta bli att dricka men lyckas med det, efter månaden är slut tänker han direkt gå till Moe's Tavern och dricka men Marge tycker att han borde låta bli. Då Homer kommer till Moe's ser han hur alla som är där deprimerade så han åker hem istället och cyklar med Marge.

## Produktion
Barts idé om en strålningskanon är referens till inledningen till Jonny Quest. Mike Reiss ville inte visa att hamstern fick en stöt men de fick göra det ändå en gång för att avsnittet skulle bli bättre. Richard Nixons tal under en Duff-reklam är en referens till en debatt mellan Kennedy och Nixon under presidentvalet i USA 1960. Adolf Hitlers huvud är en av sakerna som fastnat i Duff-flaskorna på bryggeriet. 
I avsnittet medverkade Sarah Wiggum första gången, hon fick ett kvinnligt utseende av Clancy.
En skevens från Bart the Daredevil visas i avsnittet. Phil Hartman gästskådespelar som Lionel Hutz och Troy McClure samt Marcia Wallace som Edna Krabappel.

## Kulturella referenser
Då Bart försöker hämta cupcakesen är det en parodi på en scen i A Clockwork Orange. Duff-bryggeriets klocka är en parodi på klockan i "It's a Small World". I en Duff-reklam i avsnittet gör ett par damer en protest mot sexism men förvandlas till bikinibrudar, scenen är en referens till Bewitched. Under turen i Duff-bryggeriet ser man Adolf Hitler och Blinky i några av öl-flaskorna.
Då Moe säger till sina kunder att de kommer tillbaka är en referens till slutet i Reefer Madness. Sista scenen då Homer och Marge cyklar och sjunger "Raindrops Keep Fallin' on My Head" är en referens till Butch Cassidy och Sundance Kid. Homer sjunger i avsnittet "It was a Very Good Beer" till musiken av låten "It Was a Very Good Year"; Homer säger i sången att han lyssnade på Queen. Homers körkort visar att Springfield has postnumret 49007, vilket är samma som i Kalamazoo, Michigan. Då Bart sitter på en stol och stryker en hamster är det en rerferens till Ernst Stavro Blofeld och hans katt.

## Mottagande
Avsnittet hamande på plats 19 över mest sedda program under veckan med en Nielsen ratings på 15.2 vilket ger 14,2 miljoner hushåll. Programmet var det mest sedda på Fox under veckan. I boken I Can't Believe It's a Bigger and Better Updated Unofficial Simpsons Guide har Warren Martyn och Adrian Wood sagt att avsnittet är bra och har viktigt budskap. Homer är utmärkt i avsnittet men Seymour Skinner och Edna Krabappel är bäst i avsnittet. Entertainment Weekly placerade avsnittet på plats 11 över de 25 bästa Simpsons-avsnitten.